# Hundwil
Hundwil (gsw. Hondwil) – gmina (niem. Einwohnergemeinde)  w północno-wschodniej Szwajcarii, w kantonie Appenzell Ausserrhoden. 

## Demografia
Na dzień 31 grudnia 2023 roku gmina liczyła 944 mieszkańców. Językiem urzędowym jest język niemiecki, a większość populacji to rdzenni mieszkańcy kantonu. Struktura demograficzna Hundwil odzwierciedla typowy wiejski charakter szwajcarskich gmin z przewagą ludności w wieku produkcyjnym oraz niższym wskaźnikiem przyrostu naturalnego.

## Historia
Hundwil jest jedną z historycznych gmin regionu Appenzell. Po raz pierwszy miejscowość wzmiankowano w dokumentach z 921 roku. W XV wieku, wraz z innymi miejscowościami regionu, brała udział w konfliktach związanych z procesem wyodrębniania się Appenzell z podległości biskupom St. Gallen. W 1597 roku, po rozłamie religijnym między katolikami i protestantami, Hundwil stało się częścią kantonu Appenzell Ausserrhoden, który przyjął wyznanie protestanckie.

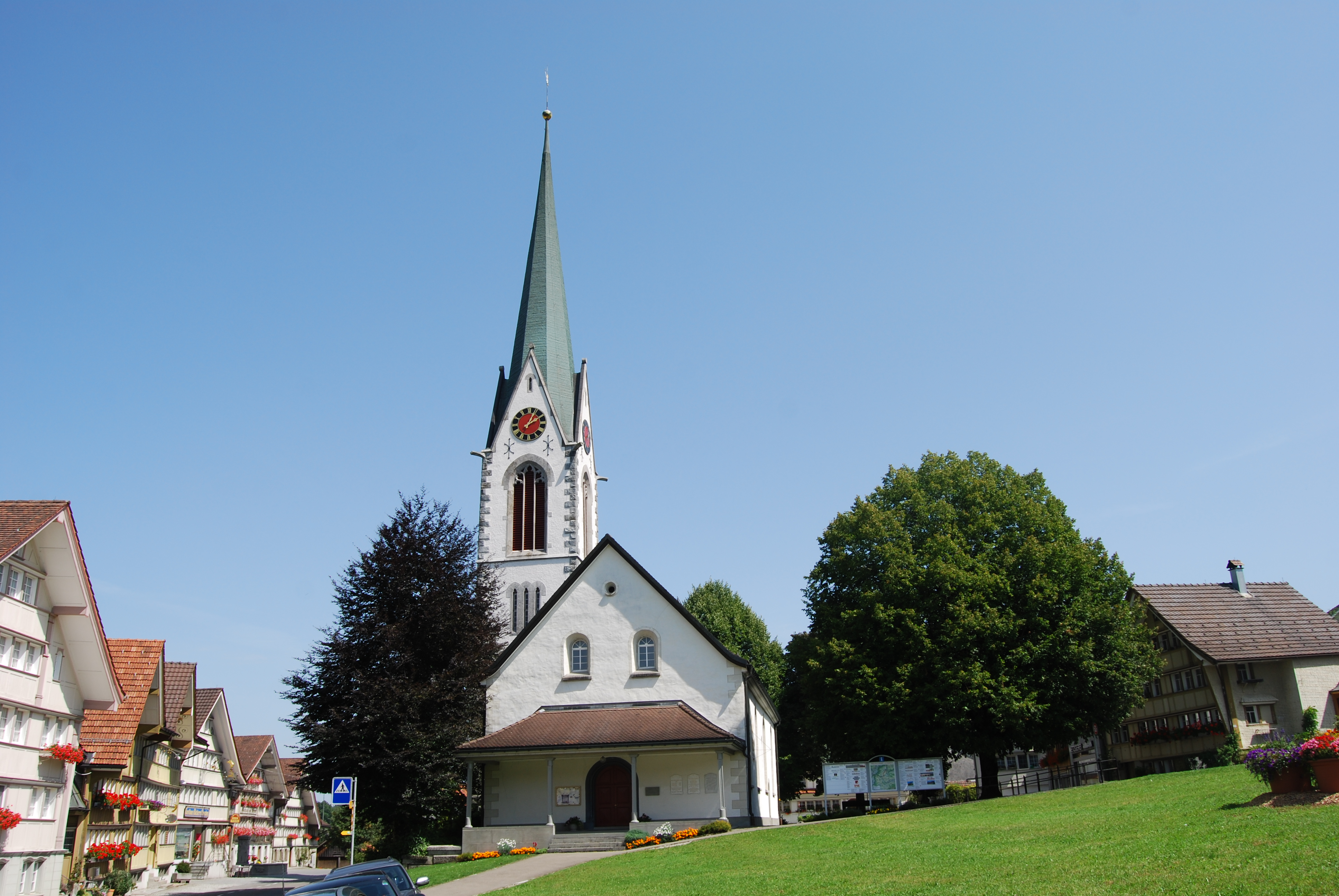
Hundwil